# Туйметкино
 Туйметкино  (тат. Туймәт) — село в Черемшанском районе Татарстана. Административный центр и единственный населенный пункт  Туйметкинского сельского поселения.

## География
Находится в южной части Татарстана на расстоянии приблизительно 13 км по прямой на север от районного центра села Черемшан.

## История
Известно с 1762 года. В начале XX века действовали 2 мечети и 2 мектеба.
В «Списке населенных мест по сведениям 1870 года», изданном в 1877 году, населённый пункт упомянут как деревня Тойметкина 3-го стана Мензелинского уезда Уфимской губернии. Располагалась при ключе, по правую сторону коммерческого тракта из Бугульмы в Мамадыш, в 151 версте от уездного города Мензелинска и в 70 верстах от становой квартиры в селе Заинск (Пригород). В деревне, в 109 дворах жили 707 человек (352 мужчины и 355 женщин, татары), были мечеть, училище, ветряная мельница. Жители занимались земледелием, скотоводством, пчеловодством.
По сведениям переписи 1897 года, в деревне Тойметкина Мензелинского уезда Уфимской губернии жили 993 человека (485 мужчин и 508 женщин), все мусульмане.

## Население
Постоянных жителей было: в 1834 году - 411, в 1870 - 707, в 1897 - 993, в 1906 - 1092, в 1920 - 1329, в 1926 - 630, в 1949 - 788, в 1958 - 716, в 1970 - 939, в 1979 - 810, в 1989 - 605, в 2002 − 596 (татары 100%), 580 в 2010.